# Gaetano Davia
Gaetano Davia (Ferrara, 1810 – Ferrara, 1891) è stato uno scultore, restauratore e decoratore italiano.

## Biografia
Figlio di Virgilio, appartenente alla nobile famiglia originaria di Domodossola ma stanziata a Bologna sin dal 1640. 
Nel 1827 era tra gli allievi della Scuola di Disegno di Ferrara e venne premiato alla Scuola di Ornato, nella quale ebbe come professore Gaetano Domenichini. Dopo aver frequentato il laboratorio dei fratelli Vidoni in qualità di abbozzatore e formatore, completò la propria formazione con lo scultore Giuseppe Ferrari, nel cui studio rimase sino al 1856 per poi aprirne uno in autonomia. La sua eclettica attività plastica lo impegnò come statuario, marmista, scagliolista, scalpellino, restauratore e copista, spinto anche dal grande interesse per la statuaria rinascimentale e lavorando sia per collezionisti che per antiquari.
Fu spesso contrapposto dai committenti ad Ambrogio Zuffi, scultore più abile ma meno protetto politicamente. Difatti, dopo aver preso parte ai moti del 1831 e del 1848, Davia fu nominato tenente della Guardia Civica e successivamente della Guardia Nazionale ed eletto Consigliere comunale di Ferrara nel 1859-1860, rieletto nel 1866-1871, partecipando anche alla Commissione municipale di Belle Arti e realizzando importanti restauri e perizie. Aderì alla Conversazione Artistica di Ferrara (1857-1858) e fu fondatore della Società Operaia di Mutuo Soccorso tra il 1860 ed il 1886.
Espose in diverse mostre ferraresi; nel 1890 risultava essere proprietario della Birreria Margherita su viale Cavour (non più esistente).
Entrambi i figli, Emanuele e Giulia (1849-1892, venne premiata con diploma di 2º grado nel 1877 a Ferrara alla mostra allestita a Palazzo dei Diamanti in onore di Cicognara con uno studio dal vero in gesso ed un busto di Sibilla in terracotta; si trasferì a Roma dopo il matrimonio con Vincenzo Cesto), furono scultori, allievi di Angelo Conti e presumibilmente anche del padre, alla Scuola di Ornato ferrarese. Giulia (Ferrara 1849 - Roma 1892), assieme al marito Vincenzo Certo, ebbe l'onore di essere l'unica donna fino ad allora ammessa, mentre il fratello successivamente si trasferì dal corso di Disegno a quello di Ornato plastico. Emanuele fu anche vice-bibliotecario durante la direzione di Giuseppe Agnelli alla Biblioteca comunale Ariostea.

### Restauri

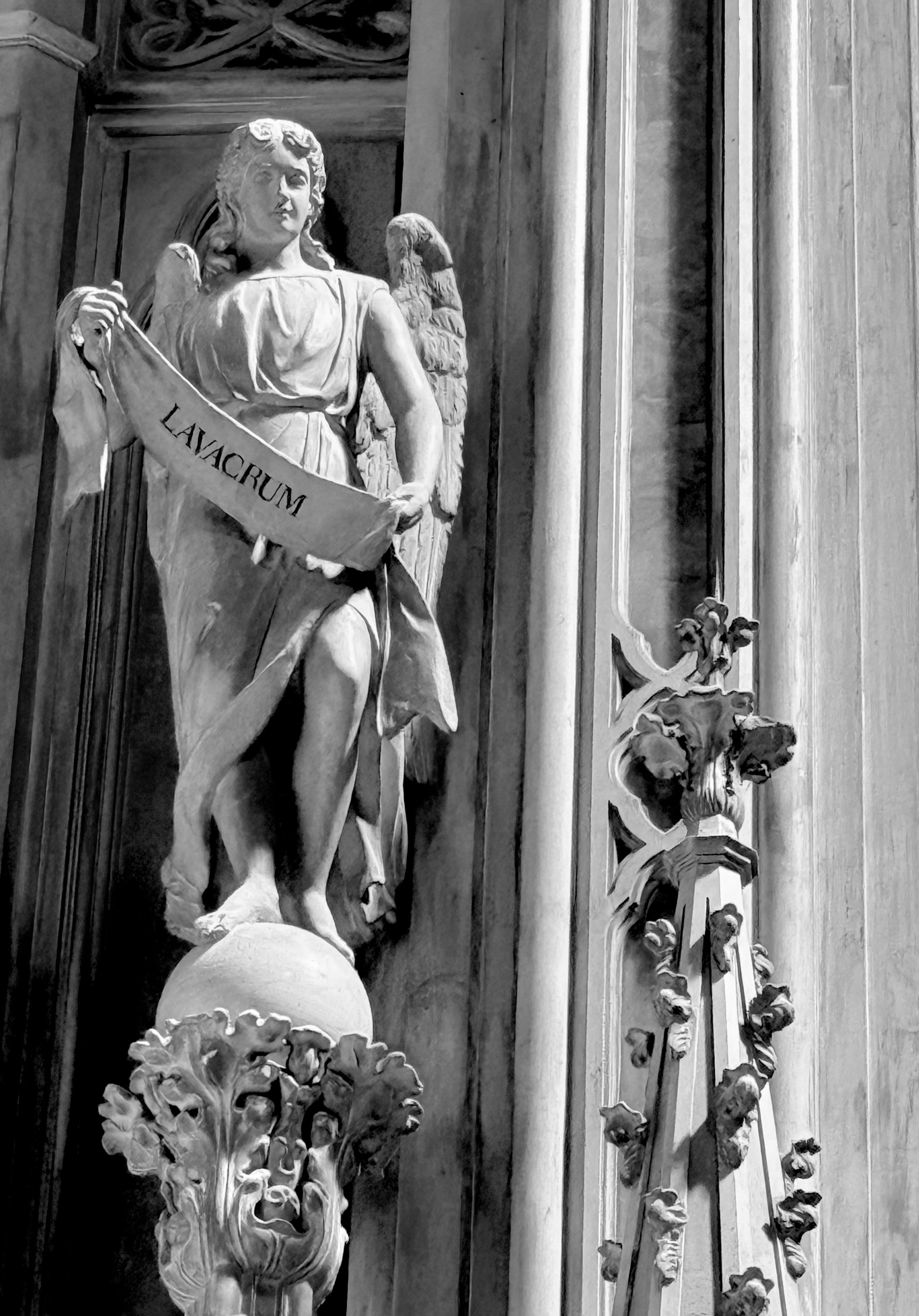
Angelo, dettaglio, ancona battistero, Cattedrale di Ferrara

Per quanto riguarda i palazzi, è celebre il rifacimento della candelabra angolare di Palazzo Prosperi-Sacrati, eseguito intorno al 1858, mentre tre anni dopo ne restaurò il famoso portale. e rifece la pilastra d'angolo sovrastante il balconcino di Palazzo dei Diamanti.
Nel 1849 restaurò un altare in marmo della Chiesa Nuova. Dopo averla sistemata, nel 1866 ricavò una copia in gesso dal bassorilievo fittile cinquecentesco La deposizione di Cristo nel sepolcro, dapprima nella Chiesa del Gesù e ora, mutilo, a Casa Romei, ricavandone anche alcuni calchi, tra cui uno dapprima conservato dalle suore del monastero di Santa Monica e poi venduto a Silvio Italico Sarpi; risistemò il sarcofago di Bernardino Barbuleio poi posto a Palazzo di Renata di Francia ed una Madonna in terracotta nella Chiesa di San Giacomo, operando al contempo anche nella Cattedrale e nella Sinagoga ferrarese, dove eseguì nel 1864 gli stucchi delle pareti della Scola tedesca. Nel Duomo di Comacchio restaurò l'altare della cappella dell'Addolorata, incendiato nel 1843 e rifatto l'anno seguente da Mansueto Vidoni: non contenta del lavoro, la Confraternita dell'Addolorata incaricò Davia, che ampliò l'altare e l'ancona, concludendo i lavori nel giugno 1865 con l'assetto che vediamo tuttora.

### Opere
Nel 1840 realizzò, in collaborazione con l'ing. Giovanni Tosi, le effigi degli uomini illustri ferraresi sulla facciata dell'ex Oratorio di San Crispino: da sinistra, con lo sguardo rivolto verso destra, troviamo il maestro di musica Brizio Petrucci, lo scultore Alfonso Lombardi, il pittore Benvenuto Tisi da Garofalo e il poeta Ludovico Ariosto, di cui non venne scritta la professione essendo già conosciuta. Di seguito, con lo sguardo rivolto verso sinistra, si hanno l'architetto Antonio Foschini, l'idraulico Teodoro Bonati (Bonatti, nell'epigrafe) e lo storico dell'arte Leopoldo Cicognara. La non troppo alta qualità plastica delle effigi, ricavate da stampe o medaglie bronzee, denota l'inclinazione di Davia ad esser considerabile più come scalpellino piuttosto che scultore.
Sempre con Tosi, collaborò anche a Palazzo della Ragione con bassorilievi e stucchi ed ancora con il bassorilievo La Concordia sulla facciata del teatro a Portomaggiore, tra il 1841 ed il 1844, anno in cui fu inaugurato. Cinque anni dopo, con Tellini, progettò un altare. Tra il 1848 ed il 1851 fu attivo nei cantieri del Teatro comunale di Ferrara come stuccatore (assieme a Gaetano e Girolamo Domenichini e Giuseppe e Francesco Migliari) nel rifacimento decorativo dell'interno sotto la direzione di Francesco Migliari e nuovamente nel 1861-1862: vi eseguì sei medaglioni dorati con scritte in nero con altrettanti illustri ferraresi, per l'arcoscenico, disponendoli tre per lato. Raffigurano l'architetto Antonio Foschini, lo scienziato Antonio Campana, il poeta Vincenzo Monti, l'idrostatico Teodoro Bonati, lo storico dell'arte Leopoldo Cicognara e il poeta Ludovico Ariosto, decorando ogni parasta con elementi allusivi alla musica, alla natura o ad animali mitici e dirigendo lo sguardo dell'effigiato verso il pubblico.
Del 1855-1856 è La Madonna col Bambino e S. Giovannino in stile neoquattrocentesco, presente nella canonica della chiesa arcipretale di Bondeno, dove Davia intervenne assieme a Giuseppe Migliari, Luigi Lagomancini e Guido Slataper, sotto la guida dell'ing. comunale Lodovico Borgatti: nella chiesa è ancora presente la sua statua di San Silvestro Papa, stilisticamente non lontana delle figure in scagliola presenti nella Certosa ferrarese. Sempre a Bondeno, eseguì il rifacimento di una lapide per il Municipio a ricordo delle rotte avvenute nel paese.
Davia ebbe un particolare interesse per il concittadino Girolamo Savonarola: su incarico di Cittadella, nel 1867 eseguì la lapide per la casa natale del frate, situata nell'omonima via, mentre un decennio dopo presentò il bassorilievo Savonarola accolto dal Superiore del convento dei Domenicani ad una mostra allestita dalla Società Benvenuto Tisi.
Gli viene attribuito, seppur con incertezza, l'altare della Madonna del Buon Consiglio nella chiesa ferrarese di San Maurelio: sicuramente, invece, sono suoi i disegni raffigurante uno, il putto reggicornice, plasticamente presente nell'altare, l'altro, La Deposizione, nonché altre opere grafiche. Tali opere sono delineate in un inedito taccuino di 135 facciate, Libro di memorie da me fatte incominciate dal 1844 - racolte da diversi marmi che trovansi in Ferrara, nonché diversi miei pensieri, conservato a Ferrara presso la Biblioteca comunale Ariostea (Nuove Accessioni, n. 169). Nel taccuino sono alcuni dei personaggi effigiati sulla facciata di palazzo San Crispino, rilievi e motivi d'invenzione riguardanti i tondi in Certosa, le candelabre di Palazzo dei Diamanti, l'urna di Borso, fregi con putti, una figura di paggio di stile neo-estense, abbozzi di sculture, riferimenti ad altre sue opere, gruppi nati dalla sua fantasia, progetti di tombe, stilizzate caricature e piccoli ritratti dei figli.
Operò nella basilica di San Francesco (1877-1879) reimpiegando dei marmi recuperati dalla Chiesa di Sant'Andrea e dalla Certosa per realizzare il nuovo stilobate, le pilastrate sul prospetto, la fiancata sud e poi sistemando i cotti dei cornicioni assieme a Giovanni e Angelo Tellini e al capomastro Pietro Ghelli. Realizzò le pilastrare del Palazzo delle Missioni, lavorò nella sede del Liceo Musicale e nell'Orto delle Missioni (1878-1882) nuovamente con Ghelli. Realizzò gli ornati plastici del Battistero del Duomo cittadino assieme al marmista Leoni (1875) e lavorò nella chiesa parrocchiale di Marrara. Suo è il busto di Giacomo Milan Massari, presente all'Archivio di Stato di Ferrara (Deposito Massari), modello in gesso di quello posto nella cappella Massari in Certosa.

### Opere in Certosa
Per mezzo secolo operò nella Certosa cittadina collaborando anche alla decorazione esterna assieme a Giuseppe Filicori, Ambrogio Zuffi e Camillo Torreggiani: sue sono le teste in scagliola della Madonna e del Salvatore nelle chiavi di volta degli archi di passaggio tra i vari chiostri e quelle dei Santi ferraresi posti nei colombari, le figure delle preci nelle nicchie sottostanti gli archi del Gran Claustro nonché il rifacimento definitivo del medaglione di Borso d'Este (1881, eseguito da Ambrogio Zuffi) posto al di sopra della sua tomba, quest'ultima risistemata e forse anche rifatta sempre da Davia. Sistemò il monumento Canali (1881) e il sarcofago Dal Forno (1886). Restaurò inoltre il bassorilievo del XIV secolo presente nell'attuale vecchia portineria, eseguendone la cornice, la testa di San Giovanni (poi rimossa) ed intervenendo sulla composizione lavandola interamente con soda. Realizzò La Resurrezione di Cristo per la cella Baratelli e con Tenerari collaborò alla messa in posa del monumento Costabili nella Cella degli Uomini Illustri, mentre con Angelo Conti realizzò le lunette con storie bibliche nella cappella Gulinelli. Suoi sono anche i busti di Baldassarre Bergando e Giuseppe Ferrari ed il medaglione dei coniugi Masieri.